# Айзенк, Ганс Юрген
Ганс Юрген Айзенк (нем. Hans Jürgen Eysenck; 4 марта 1916, Берлин — 4 сентября 1997, Лондон) — немецко-британский учёный-психолог, один из лидеров биологического направления в психологии, создатель факторной теории личности, автор популярного теста интеллекта.

## Биография
Сын актёров немого кино Эдуарда Айзенка (католика) и Хельги Моландер (лютеранки еврейского происхождения). В молодости Айзенк увлекался астрологией и даже посылал гороскопы руководителям нацистской партии. Он был нерелигиозен и в ранних биографиях даже перепутал вероисповедание родителей, указав его с точностью до наоборот.
Вскоре после прихода к власти нацистов эмигрировал в Англию, что было связано как с его политическими взглядами, так и с еврейским происхождением матери. Планировал поступить на физический факультет, однако требования к поступающим там оказались иными, чем в Германии, и в результате он выбрал психологию. Образование получил в Лондонском университете (доктор философии и социологии). С 1939 по 1945 год работал в качестве психолога-экспериментатора в госпитале Mill Hill Emergency. С 1946 по 1955 год — заведующий основанного им отделения психологии при Институте психиатрии госпиталей Маудсли и Бетлем. С 1955 по 1983 год — профессор Института психологии при Лондонском университете. С 1983 года — почётный профессор психологии.
Айзенк основал журналы «Personality and Individual Differences» и «Behaviour Research and Therapy» и работал их редактором.

## Научная деятельность
Ряд исследований Айзенка были восприняты как «шокирующие»; их темы, вполне нормальные для предвоенной Германии, где были сильны националистические настроения, в послевоенной Европе представлялись неприемлемыми. В частности, он исследовал психологические различия между представителями различных рас. Американские оптовые и розничные книготорговцы отказались распространять книгу Айзенка «Спор о коэффициенте интеллекта» («The IQ Argument», 1971) из-за полученных угроз насилия и поджогов, так что приобрести эту книгу в США в начале 1970-х годов оказалось невозможно. Американские газеты в те годы отказались от публикации рецензий на неё.
Свои исследования базовых признаков личности Айзенк начал со статистического анализа результатов психиатрического обследования контингента военнослужащих — групп здоровых и группы с подтверждённым диагнозом расстройств невротического спектра, увольняемых «по болезни» с военной службы. В результате этого анализа было выделено 39 переменных, по которым данные группы оказались статистически различными. Последующий факторный анализ позволил получить три фактора, интерпретированных как факторы экстраверсии-интроверсии и нейротизма («Dimensions of Personality», 1947). В качестве методологической базы Айзенк ориентировался на понимание психодинамических свойств личности как обусловленных генетически и детерминированных в конечном счёте биохимическими процессами («The Scientific Study of Personality», 1952). Первоначально он интерпретировал экстраверсию-интроверсию на основе соотношения процессов возбуждения и торможения:
- для экстравертов характерны медленное формирование возбуждения, его слабость, и быстрое формирование реактивного торможения, его сила и устойчивость;
- для интровертов же — быстрое формирование возбуждения, его сила (с этим связано лучшее образование у них условных рефлексов и их быстрая обучаемость), и медленное формирование реактивного торможения, его слабость и малая устойчивость.

Что же касается нейротизма, то Айзенк считал, что невротические симптомы представляют собой условные рефлексы, а поведение, представляющее собой избегание условно-рефлекторного раздражителя (сигнала опасности) и устраняющее тем самым тревожность, является самоценным.
Айзенк переосмыслил термины экстраверт и интроверт, введённые К. Г. Юнгом, — изначально они имели иное содержание. По теории Юнга экстраверсией называлась направленность внимания человека на внешний мир, на объекты, а интроверсией — на внутренний мир, на свое отношение к объектам. Айзенк же определил экстравертов, как общительных и активных людей, а интровертов, как замкнутых и необщительных.
В работе «Биологические основы индивидуальности» («The Biological Basis of Personality», 1967) Айзенк предложил уже следующую интерпретацию этих двух личностных факторов:
- высокая степень интроверсии соответствует снижению порога активации ретикулярной формации, поэтому интроверты испытывают более высокое возбуждение в ответ на экстероцептивные раздражители;
- а высокая степень нейротизма соответствует снижению порога активации лимбической системы, поэтому у лиц с высокими показателями на этой шкале повышена эмоциональная реактивность в ответ на события во внутренней среде организма, в частности на колебания потребностей.

В результате дальнейших исследований с применением факторного анализа Айзенк сформулировал «трёхфакторную теорию личности».

### Трёхфакторная теория личности
Трёхфакторная теория личности опирается на определение черты личности, как способа поведения в определённых жизненных областях:
- на низшем уровне анализа рассматриваются изолированные акты в специфических ситуациях (например, проявляющаяся в настоящий момент манера вступать в разговор с незнакомым человеком);
- на втором уровне — часто повторяющееся, привычное поведение в содержательно похожих жизненных ситуациях, это — обычные реакции, диагностируемые как поверхностные черты;
- на третьем уровне анализа обнаруживается, что повторяющиеся формы поведения могут объединяться в некоторые содержательно однозначно определяемые комплексы, факторы первого порядка (обыкновение бывать в компании, тенденция активно вступать в разговор и пр. дают основания постулировать наличие такой черты как общительность);
- наконец, на четвёртом уровне анализа содержательно определённые комплексы сами объединяются в факторы второго порядка, или типы, не имеющие явного поведенческого выражения (общительность коррелирует с физической активностью, отзывчивостью, пластичностью и пр.), но основанные на биологических характеристиках.

На уровне факторов второго порядка Айзенк выделил три личностных измерения: психотизм (P), экстраверсию (E) и нейротизм (N), которые рассматривал как генетически обусловленные активностью ЦНС, что свидетельствует об их статусе черт темперамента.
В огромном числе прикладных исследований, которые Айзенк провёл для доказательства своей теории (чаще всего, вместе со специалистами в соответствующих областях), была показана важность различий по этим факторам в статистике преступности, при душевных заболеваниях, в предрасположенности к несчастным случаям, в выборе профессий, в выраженности уровня достижений, в спорте, в сексуальном поведении и т. д. Так, в частности, было показано, что по факторам экстраверсии и нейротизма хорошо дифференцируются два типа невротических расстройств: истерический невроз, который наблюдается у лиц холерического темперамента (нестабильные экстраверты), и невроз навязчивых состояний — у лиц меланхолического темперамента (нестабильные интроверты). Им также были проведены многочисленные фактор-аналитические исследования различных психологических процессов: памяти, интеллекта, социальных установок.
На основе «трёхфакторной модели личности» Айзенк создал психодиагностические методики EPI («Manual of the Eysenck Personality Inventory», совм. с Sybil B. G. Eysenck, 1964) и EPQ [www.kmexpert.ru/dbt/epq.htm] (недоступная ссылка), продолжившие ряд ранее созданных (MMQ, MPI («Manual of the Maudsley Personality Inventory», 1959)).

### Трёхфазная теория возникновения невроза
Айзенк — один из авторов «трёхфазной теории возникновения невроза», — концептуальной модели, описывающей развитие невроза как системы выученных поведенческих реакций («The Causes and Cures of Neuroses», совм. с S. Rachmann, 1965). На основе этой поведенческой модели были разработаны методы психотерапевтической коррекции личности, в частности, одна из вариаций аверсивной психотерапии.

### Критика
Ряд работ Айзенка, рассматривающих вопросы в области психосоматики, оцениваются сегодня рядом исследователей как «небезопасные», поскольку их методическая часть, базы данных, на которых основан анализ, и результаты вызывают существенные сомнения в качестве исследований.
Мнение Айзенка, что способности человеческого ума на восемьдесят процентов зависят от сочетания генов, обусловливающего развитие человеческого мозга и на двадцать процентов от условий воспитания и образования оспаривалось советским философом Эвальдом Ильенковым.

## Семья
Айзенк был дважды женат. Сын от первого брака, Майкл Айзенк, сам стал известным психологом, изучал связь между когнитивными аспектами и беспокойством. Второй женой была Сибил Айзенк, дочь известного венского музыканта Макса Росталя, семья которого из-за еврейского происхождения покинула Вену и переселилась в Британию; в этом браке родилось четверо детей. Сибил сама была известным психологом и редактировала психологический журнал издательства Elsevier.
Фотопортрет Г. Айзенка с сыном Майклом работы Энн-Кэтрин Пёркисс выставлен в Национальной портретной галерее в Лондоне.

## Работы учёного

### На английском языке

#### Книги
- Eysenck H. J. Dimensions of Personality. — London, 1947.
- Eysenck H. J.The Scientific Study of Personality. — London, 1952
- Eysenck H. J. Manual of the Maudsley Personality Inventory. — London, 1959.
- Eysenck H. J., Eysenck S. B. G. Manual of the Eysenck Personality Inventory. — London, 1964
- Eysenck H. J., Rachmann S. The Causes and Cures of Neuroses. — London, 1965
- Eysenck H. J. The Biological Basis of Personality. — Spriengfield, 1967.
- Eysenk H., Eysenk M. Mind watching. Why we behave the way we do / Hans Eysenk, Michael Eysenk.

### Русскоязычные переводы

#### Книги
- Айзенк Г. Проверьте свои способности. — М., 1972. — 121 с.
- Айзенк Г. Зигмунд Фрейд. Упадок и конец психоанализа. — Мюнхен : Лист-Ферлаг, 1985.
- Айзенк Г. Структура личности. — СПб. : Ювента ; М. : КСП+, 1999. — 464 с.
- Айзенк Г., Вильсон Г. Как измерить личность : пер. с англ. — М. : Когито-центр, 2000.
- Айзенк Г., Айзенк М. Исследования человеческой психики (недоступная ссылка) = Mind watching. Why we behave the way we do / пер. А. Озерова. — М : ЭКСМО-Пресс, 2001. — 480 с., илл. — ISBN 5-04-008247-9.
- Айзенк Г., Кэмин Л. Природа интеллекта — битва за разум : Как формируются умственные способности = Intellegence: the battle for the mind. — М.: Эксмо-Пресс, 2002. — 352 с. — 6000 экз. — ISBN 5-04-009995-9.
- Айзенк Г. Парадоксы психологии = Psychology is about people. — М.: Эксмо-Пресс, 2009. — 352 с. — (Психология общения). — 3000 экз. — ISBN 978-5-699-33527-5.
- Айзенк Г., Вильсон Г. Как измерить личность (недоступная ссылка) / Ганс Айзенк, Гленн Вильсон; послесл. С. Д. Бирюкова.
- Айзенк Х. Психология политики = The psychology of politics. / [Пер. с англ. В. Егорова] ; Фонд Либеральная миссия. — М. : Мысль, cop. 2016. — 367 с. : ил. — ISBN 978-5-244-01185-2

#### Статьи
- Айзенк Г. Ю. Интеллект: новый взгляд // Вопросы психологии. — 1995. — № 1. — С. 111–131.